# Cyril Lancry
 (février 2015).
Cyril Lancry (né le 27 septembre 1967) est un parachutiste français membre de l’Équipe de France de 2002 à 2007.

## Biographie
Il commence à faire du parachutisme en 1994 et intègre l’Équipe de France en 2002.
Avec Blandine Perroud, il participe à de nombreuses compétitions nationales et internationales.
Ils obtiennent deux titres de vice champion du monde en 2003 à Gap et en 2006 à Gera et le titre de champion du monde en 2004 à Boituva (Brésil),.
Il est aujourd'hui responsable commercial au sein du Groupe Zodiac Aerospace.
Il est formateur militaire de parachutisme tactique.
Il a ouvert une école de parachutisme en 2009 (Sdaz Saut en Parachute Paris)